# VfB Leipzig
Ne doit pas être confondu avec RB Leipzig.
Maillots
Deux associations sportives allemandes juridiquement distinctes se sont succédé sous l’appellation VfB Leipzig. Elles eurent pour activité principale le football avec des bases historiques dans le quartier de Probstheida, au sud-est de Leipzig (Saxe).
Le premier VfB Leipzig a existé de 1896 à 1946. Avant la Première Guerre mondiale, il fut l'un des meilleurs clubs allemands, remportant trois fois le championnat d'Allemagne de football et terminant deux fois vice-champion. Il fut dissous sur ordre des autorités d’occupation à la fin de la Seconde Guerre mondiale.
Le second VfB a existé de 1991 à 2021 la suite du changement de nom de l'ancien 1. FC Lokomotive Leipzig, héritier de plusieurs successeurs officieux du premier VfB et fondé en 1966. Toute activité sportive a cessé en 2004 et s’est reportée vers le nouveau Lokomotive Leipzig fondé en 2003, mais l’association n’a pas été dissoute. Le VfB a officiellement fusionné avec le nouveau Lok en octobre 2021.

## Historique

### 1896-1918: les glorieux débuts

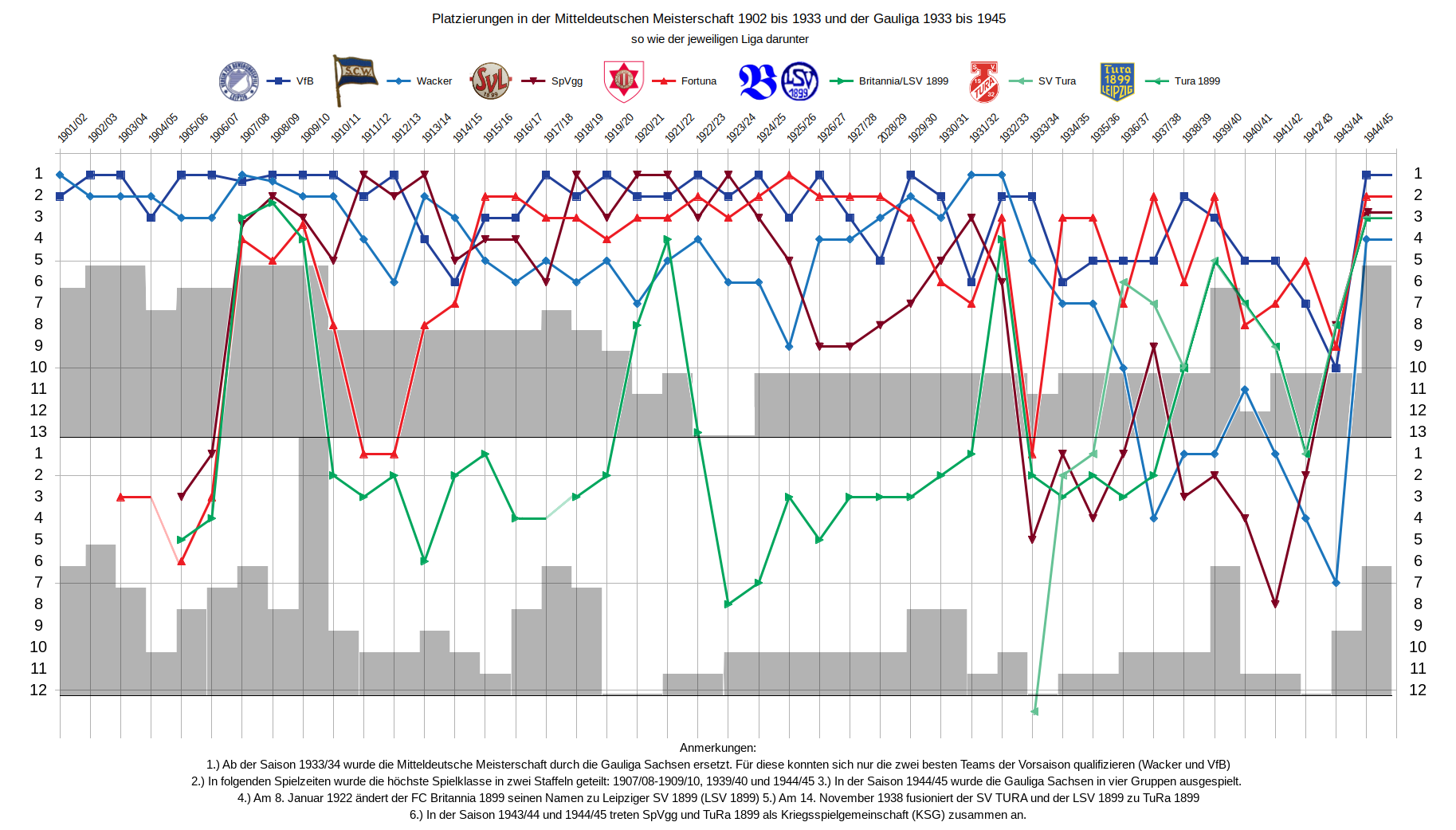
de Historique des placements du VfB Leipzig et des autres clubs lipsois en Mitteldeutschen Meisterschaft (championnat d'Allemagne centrale) et en Gauliga Sachsen de 1901 à 1945

Le club est fondé le 13 mai 1896, sous l’appellation Verein für Bewegungsspiel Leipzig (Association pour le jeu en mouvement), mais ses origines remontent en fait au 11 novembre 1893 avec la création du Sportbrüder Leipzig. Les deux clubs fusionnent en 1898 pour former le VfB Sportbrüder 1893 Leipzig. C’est sous cette appellation que le club est l’un des fondateurs de la Fédération allemande de football (DFB), en janvier 1900. À cette époque, il évolue dans une ligue locale, la Verband Leipziger Ballspiel-Vereine (VLBV).
Entretemps, le 5 septembre 1897, la section d’athlétisme du VfB a organisé le premier marathon couru en Allemagne. C’est pour commémorer ce fait qu’en 1925, le premier championnat d’Allemagne de marathon sera couru entre Halle et Leipzig.
En mai 1900, la fusion de 1898 est annulée et chaque club reprend sa route.
Lors du premier Championnat d’Allemagne en 1902-03, le VfB remporte la ligue de Leipzig puis le tour final de la Saxe du Nord-Ouest, puis celle de la Fédération régionale d'Allemagne centrale (qui regroupait les clubs des Länder actuels de Saxe, Saxe-Anhalt et Thuringe), et se qualifie ainsi pour le tour final du premier Championnat d'Allemagne. Malgré le décès de son entraîneur Theodor Schöffler un mois auparavant, le VfB bat le Britannia FC 92 Berlin (3-1) en quart de finale, puis Altona 93 (6-3) en demi-finale, et enfin le DFC Prague (7-2) en finale pour devenir le premier Champion d'Allemagne.
Jusqu’au premier conflit mondial, le VfB s’affirme comme l’une des meilleures équipes allemandes, avec huit participations au tour final national du championnat et deux nouveaux titres.
En 1904, il élimine le FC Viktoria 96 Magdeburg (1-0), puis le Duisburger SpV (3-2 a.p.) en demi-finale. Mais la finale ne sera jamais jouée par suite d'une réclamation du Karlsruher FV qui se plaignait d’avoir dû jouer sur le terrain de son adversaire, le Britannia FC 92 Berlin, vainqueur 6-1. Réunie le matin de la finale, la DFB décide que « comme les règles de neutralité de terrain n’ont pas été respectées (aucun match n’a été joué sur terrain neutre), la finale n’aura pas lieu ».
En 1905, le VfB doit déclarer forfait en raison de son impossibilité de payer les coûts du voyage à son visiteur, le FuCC Eintracht Braunschweig.
En 1906, le VfB écrase le Berliner FC Norden-Nordwest (9-1), puis écarte le Berliner FC Hertha 92 (3-2). En finale à Nuremberg, le club saxon s’impose contre le 1. FC Pforzheim (2-1) et remporte son second titre.
En 1907, Leipzig est exempté des quarts de finale puis s’incline contre le Freiburger FC (2-3) à Nuremberg. Non qualifié pour la phase finale lors des deux saisons suivantes, le VfB Leipzig s’arrête en 1910 en quarts de finale (1-2) face au FC Phönix Karlsruhe.
En 1911, le VfB élimine d’entrée le FC Askania Forst (3-2) puis bat en demi-finale le Karlsruher FV, tenant du titre. Mais en finale, à Dresde, le Berliner TuFC Viktoria 89 se montre le plus fort (1-3).
Non qualifié en 1912, le VfB Leipzig revient en phase finale en 1913. Il franchit le premier tour sans difficulté contre le FC Askania Forst (5-0), puis prend sa revanche sur son vainqueur de 1911, le Berliner TuFC Viktoria 89 (3-1). La finale a lieu à Munich, sur le terrain du München TV, où le club saxon enlève son troisième titre en disposant du Duisburger SpV (3-1).
En 1914, le VfB élimine le SV Prussia Samaland Königsberg (4-1) et le  Duisburger SpV (1-0). Mais en finale à Magdebourg, Leipzig s’incline devant le SpVgg Fürth (2-3 après 2 prolongations).

### 1918-1945: rentrée dans le rang et disparition
Après la Première Guerre mondiale, les succès se font plus rares. Le VfB remporte certes la Verband Mitteldeutscher Ballspiel-Vereine régionale (VMBV) en 1920 et se qualifie pour le tour final, mais est éliminé d’entrée (0-2) à Halle par le 1. FC Nuremberg, futur champion.
Il faut attendre 1925 pour voir le club conquérir un nouveau titre régional. En phase finale, il s’incline en huitièmes de finale, à Dresde, face au Breslauer SC 08 (1-2). Deux ans plus tard, le VfB fait mieux en écartant d’entrée le Breslauer FV Stern 06 (3-0) mais s’incline sur le même score en quarts de finale face à Munich 1860.
En 1930, le VfB termine vice-champion de la VMBV derrière le Dresdner SC. Mais à Hambourg, les Saxons sont défaits par le Holstein Kiel (3-4) dès les huitièmes de finale.
À leur arrivée au pouvoir en 1933, les nazis réforment les compétitions de football. Les ligues régionales donnant accès au tour final national sont réorganisées en seize Gauligen dont seuls les vainqueurs se qualifient. Le VfB est l’un des clubs fondateurs de la Gauliga Saxe où il jouera pendant toute l’existence de celle-ci. Il ne remporte jamais cette division mais termine deux fois vice-champion, en 1934 et 1938. Sur l’ensemble des onze saisons d’existence de la Gauliga Saxe, le VfB occupe la quatrième place au nombre de points acquis.
Dans l’intervalle, le VfB écrit sa seule page de gloire de l’entre-deux-guerres en remportant la deuxième édition de la Tschammer Pokal, l’ancêtre de l’actuelle Coupe d’Allemagne, en 1937. Dans le tout récent Stade Olympique de Berlin, le VfB affronte Schalke 04, la meilleure équipe allemande des années 30, et réussit l’exploit de s'imposer 2-1.
À l'effondrement du Troisième Reich en 1945, le VfB ainsi que tous les autres clubs allemands sont dissous par les autorités d'occupation (Directive no 23).

### 1946-1990: une succession officieuse en RDA
Le 11 janvier 1946, quelques anciens membres du VfB fondent un club successeur, le SG Probstheida. Après une histoire complexe, celui-ci donne naissance en 1966 au premier 1. FC Lokomotive Leipzig qui devient l’un des meilleurs clubs de RDA.
À la réunification allemande, l’ancienne Oberliga de RDA continue son existence pendant la saison 1990-91 sous le nom de NOFV-Liga afin de décider du reversement des clubs est-allemands dans les diverses divisions nationales. Le Lok se qualifie de justesse pour la 2e division. L'heure est au rejet généralisé des symboles de l'ex-RDA et le Lok n'échappe pas à la règle. Le 1er juin 1991, le club reprend le nom et les couleurs bleu et blanc de son prédécesseur spirituel d'avant-guerre pour former le nouveau VfB Leipzig.

### Depuis1991: le second VfB, du sommet à la fin de l’activité sportive
Dès l’été 1992, le VfB monte en Bundesliga. On croit au retour des heures fastes du Lok des années 1980 mais le succès n'est qu'éphémère : l'équipe ne quitte jamais le bas du tableau et redescend immédiatement. Il s'ensuit une période tumultueuse où joueurs (y compris quelques grands noms en fin de carrière qui déçoivent presque toujours) et entraîneurs se succèdent à un rythme soutenu dans le seul but d'accrocher la remontée. L'effet est inverse du résultat escompté : le VfB s'enfonce inexorablement et finit par descendre en 3e division en 1998. L'équipe réserve remporte toutefois la Coupe régionale de Saxe (Sachsenpokal) en 1995-96.
Durant cette période, le club étend son domaine d’activités. Dès 1991, il s’est doté d’une section échecs. Viennent ensuite le handball féminin en 1993, le football féminin au milieu des années 1990, et enfin le volleyball féminin en 1998.
La coûteuse fuite en avant des saisons précédentes a mis à mal les finances du VfB qui se retrouve dos au mur après avoir manqué la remontée en 1999. Sentant poindre la catastrophe, toutes les sections autres que le football font sécession et fondent leurs propres clubs. Début 2000, le VfB est effectivement placé en redressement judiciaire, ce qui provoque un nouveau coup d'arrêt sportif. La 3e division (à l'époque la Regionalliga) passant de quatre à deux poules de 20 clubs à l'été 2000, il faut terminer à l’une des six premières places pour s'y maintenir. Mais les ventes de joueurs imposées en pleine saison par le plan de redressement portent un coup fatal aux ambitions du VfB qui ne termine que neuvième et se voit relégué en Oberliga, la 4e division nationale.
La descente aux enfers continue. Le VfB reste englué en milieu de tableau, les équipes dirigeantes se succèdent et ne tiennent pas toujours les conditions du plan de redressement, les dettes ne cessent de croître. Début 2004, les créanciers perdent patience et refusent le réaménagement du plan proposé par l'association. Celle-ci est alors contrainte à la cessation de toute activité sportive le 21 avril 2004. Les équipes de football sont reprises par le nouveau Lokomotive Leipzig, fondé en 2003 par un groupe d’anciens supporters.

### 2021: la fusion avec le nouveau Lok
En mai 2018, un quotidien local révèle l’existence d’un projet de fusion entre le VfB et le nouveau Lok remonté en quatrième division. On apprend à cette occasion que le VfB, quoiqu’en faillite, n’avait pas disparu des registres car un ancien responsable décidé à maintenir l’association en vie avait soigneusement tenu ses cotisations à jour depuis 2004 auprès de l'administrateur judiciaire. La fusion à l’initiative du Lok a pour objectif non seulement d’unifier juridiquement une tradition qui lie les deux clubs depuis des décennies, mais aussi de porter au palmarès du Lok les trois titres de champion du VfB qui permettraient au club d’arborer une étoile commémorative sur son maillot. Quatorze nouveaux membres adhèrent au VfB pour la circonstance afin de reconstituer un bureau habilité à prendre les décisions nécessaires.
Quatre conditions étaient nécessaires à la réussite du projet. En premier lieu, le Lok devait présenter un nouveau plan de redressement qui traiterait mieux les créanciers du VfB que le statu quo. Le tribunal administratif devait ensuite donner son accord. Ces deux étapes ont été conclues avec succès fin 2018. Après cela, les assemblées générales des deux associations devaient encore approuver la fusion, puis la DFB devait elle aussi donner son accord. Les tractations ont longtemps achoppé sur la réticence d'une fraction non négligeable des membres du Lok à assumer les dettes résiduelles du VfB alors que les finances du Lok étaient fragilisées par le retrait de son sponsor principal. L'obstacle a disparu en février 2021 avec la fin de la procédure de redressement judiciaire du VfB, désormais libre de toute dette. Après un long délai imposé par la pandémie de COVID-19, la fusion est finalement devenue effective le 7 octobre 2021 lors d'une assemblée générale extraordinaire tenue au Bruno-Plache-Stadion.

## Palmarès
- Champion d'Allemagne en 1903, 1906, et 1913

- Vice-champion d'Allemagne en 1911 et 1914

- Vainqueur de la Tschammer-Pokal en 1936

- Vainqueur de la Coupe de Saxe en 1996

## Stades et public
Le premier VfB a évolué sur divers terrains municipaux de Leipzig avant d’emménager en 1922 au  Probstheidaer Stadion, construit pour lui par la municipalité et pouvant accueillir 50 000 spectateurs dans des conditions de confort et de sécurité très éloignées de celles d’aujourd’hui. Il y a évolué jusqu’à sa dissolution.
Le second VfB a d’abord évolué au Zentralstadion, construit en 1956. D’une capacité initiale de 100 000 spectateurs, le stade a été limité à 50 000 à la réunification allemande pour raisons de sécurité. Jusqu’à sa descente en 3e division en 1998, le VfB ne réalisait toutefois que des moyennes très inférieures, de l’ordre de 8 000 spectateurs, car il n’était populaire ni aux yeux des anciens supporters du Lok, ni à ceux des autres clubs de Leipzig.
De 1998 à la fin des activités sportives en 2004, le VfB est revenu dans l'enceinte de son prédécesseur d’avant-guerre, renommé Bruno-Plache-Stadion à l’époque de la RDA et limité à 4 999 spectateurs par la Ville de Leipzig pour raisons de sécurité.

## Anciens joueurs célèbres
- Nicky Adler
- René Adler
- Dirk Anders
- Franklin Bittencourt
- Frank Edmond
- Adalbert Friedrich
- Clemens Fritz
- Steffen Heidrich
- Bernd Hobsch
- Torsten Jülich
- Maik Kischko
- Torsten Kracht
- Darko Pančev
- Eduard Pendorf
- Paul Pömpner
- Jürgen Rische
- Heinrich Riso
- Marco Rose
- Hans Schneider
- Didier Six
- Camillo Ugi
- Willy Völker
- Roland Wohlfarth

## Sources et liens externes
- Archives des ligues allemandes depuis 1903